# A'Salfo
Salif Traoré  (nacido el 15 de marzo de 1979 en Abidjan, Costa de Marfil), más conocido por su nombre artístico A'salfo, es un cantante marfileño. Es el cantante principal del grupo Magic System.

## Carrera
Nacido el 15 de marzo de 1979 en Abiyán, A'salfo proviene de una familia de ocho hermanos y hermanas. Su padre es trabajador en una empresa de construcción, su madre ama de casa sin profesión. Desde pequeño prefirió la música a sus estudios bajo la influencia de su hermano mayor Ali, que era guitarrista.
En 1997, A'salfo se convirtió en uno de los miembros fundadores del grupo Magic System. Un grupo formado por: Goudé, Tino y Manadja Tras el éxito del éxito Premier Gaou (300.000 singles vendidos sólo en Francia), visitó la academia de música en Francia y se convirtió en uno de los tenores de artistas africanos licenciados en música. El 20 de agosto de 2012 fue nombrado Embajador de Buena Voluntad de la Unesco por Irina Bokova por sus mensajes a favor de la paz.
En 2016 y 2017, fue jurado de The Voice Afrique Francophone. Después de instalarse en Francia, en el departamento de Yvelines, en 2000, A'Salfo regresa progresivamente a Costa de Marfil.
Allí, con Magic System, creó el Festival de Música de Anoumanbo, FEMUA, que reúne a artistas africanos del barrio donde creció.
En 2023 obtuvo un Master in Global Management de HEC Paris.